# Jakob Laub (Funktionär)

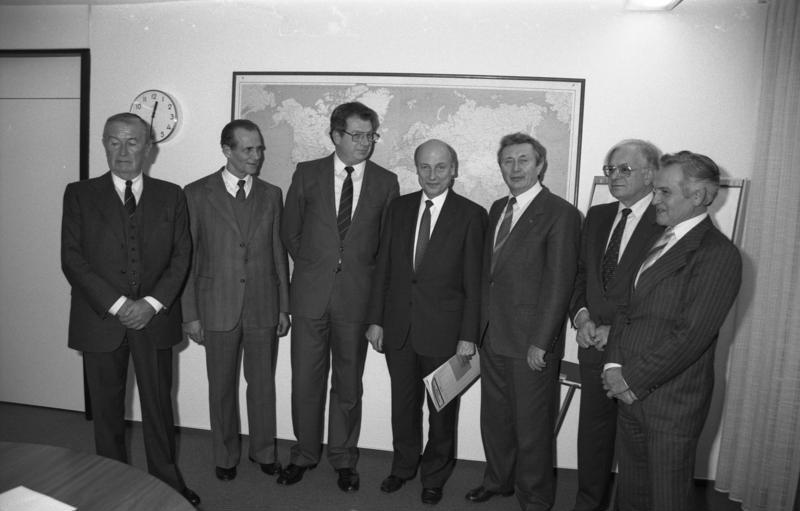
Jakob Laub (3. v. r.), mit anderen Vorsitzenden der Landsmannschaften der Rumäniendeutschen bei Staatssekretär Franz Kroppenstedt, 1987.

Jakob Laub (* 15. Juni 1924 in Bulgăruș (deutsch Bogarosch), Königreich Rumänien; † 25. April 2020) war ein deutscher Schulleiter und von 1996 bis 2002 Bundesvorsitzender der Landsmannschaft der Banater Schwaben von 1986 bis 2002.

## Leben
Jakob Laub besuchte Schulen in Timișoara (Banatia) und Sighișoara; 1943 legte er in Brașov sein Abitur ab. Während des Zweiten Weltkriegs leistete er Dienst in der deutschen Armee, wurde verwundet und geriet in Kriegsgefangenschaft, aus der er in die Sowjetische Besatzungszone entlassen wurde.
In Magdeburg studierte Laub Pädagogik und fand eine Anstellung als Lehrer. Mit seiner Ehefrau Irmtraut wurde er in Alvensleben ansässig. 1957 flohen beide mit ihrem Sohn nach Westdeutschland. Hier ließen sie sich in Waibstadt nieder, wo er an der örtlichen Grund- und Hauptschule knapp 30 Jahre tätig war, zunächst als Lehrer und später als Rektor.
Jakob Laub war von 1979 bis 2008 Landesvorsitzender der Landsmannschaft der Banater Schwaben in Baden-Württemberg und deren Bundesvorsitzender von 1986 bis 2002. Sein Nachfolger wurde Bernhard Krastl. Laub gehörte zudem zwölf Jahre dem Präsidium des Bundes der Vertriebenen an.

## Ehrungen
| |                                                                                                   |
| Deutschland - 1986 Bundesverdienstkreuz am Bande - 1990 Verdienstmedaille des Landes Baden-Württemberg in Gold - 1994 Bundesverdienstkreuz erster Klasse - ohne Datum – Prinz-Eugen-Nadel der Landsmannschaft der Banater Schwaben | Rumänien - 2004 Nationaler Verdienstorden - 2009 Ehrenbürgerschaft seiner Heimatgemeinde Bulgăruș |